# Lista das nações que compõem o Reino Unido por área
Esta é uma lista de nações constituintes, territórios e dependências do Reino Unido, ordenados por área.

## Nações Constituintes

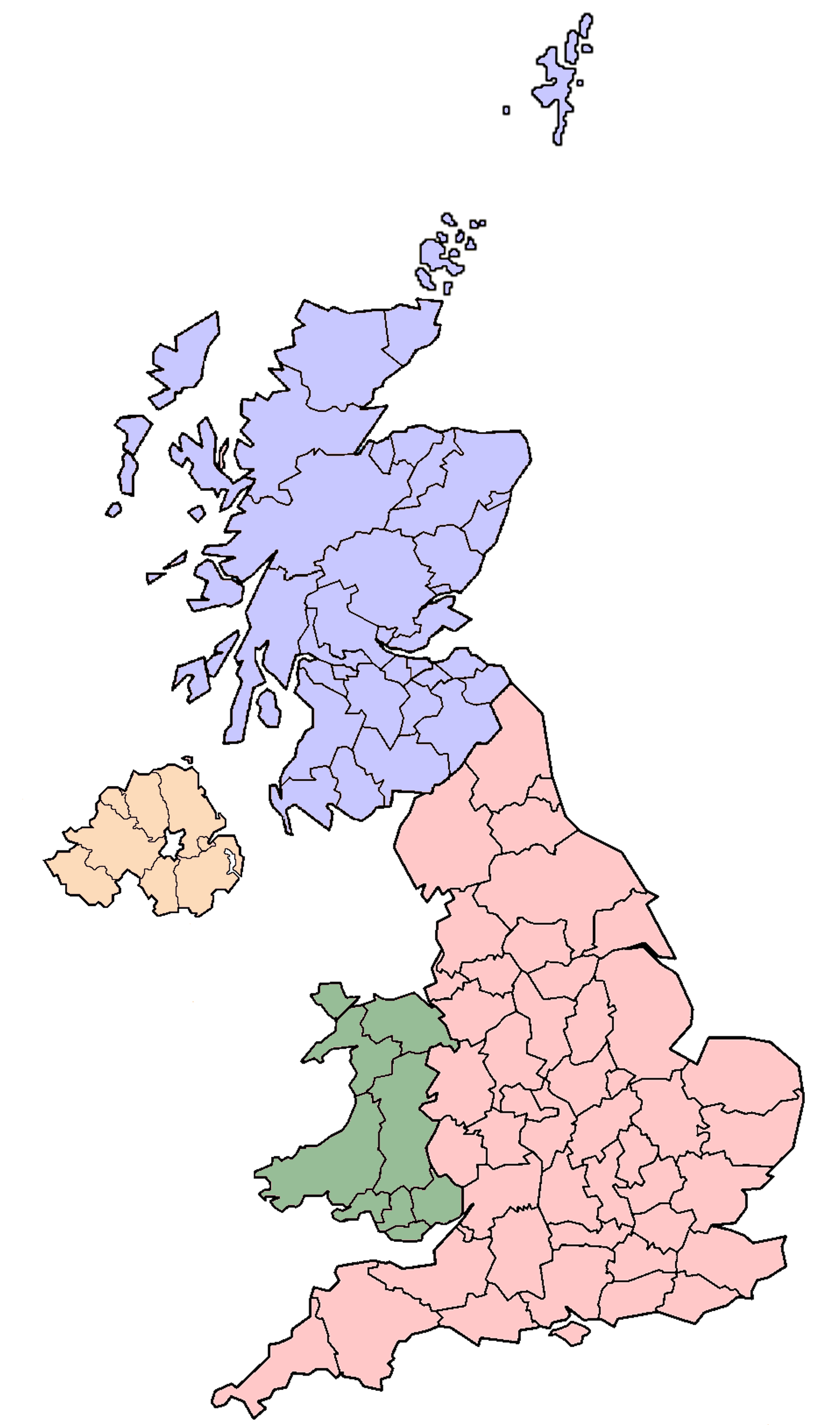
Nações constituintes do Reino Unido.
Escócia
Irlanda do Norte
Inglaterra
País de Gales

| # | Nação constituinte | Área (km²) | Localização                    | Ref.  |
| - | ------------------ | ---------- | ------------------------------ | ----- |
| – | Reino Unido        | 242 500    | Mar do Norte, Oceano Atlântico | [ 1 ] |
| 1 | Inglaterra         | 130 278    | Ilha da Grã-Bretanha           | [ 2 ] |
| 2 | Escócia            | 78 925     | Ilha da Grã-Bretanha           | [ 3 ] |
| 3 | País de Gales      | 20 735     | Ilha da Grã-Bretanha           | [ 4 ] |
| 4 | Irlanda do Norte   | 13 562     | Ilha da Irlanda                | [ 5 ] |

## Dependências da Coroa Britânica

Localização das dependências da Coroa Britânica. Na região do Canal, a ilha de Guernsey é a mais próxima da costa britânica.

| # | Dependência    | Área (km²) | Localização                       | Ref.  |
| - | -------------- | ---------- | --------------------------------- | ----- |
| 1 | Ilha de Man    | 572        | Mar da Irlanda, Oceano Atlântico  | [ 6 ] |
| - | Ilhas do Canal | 194        | Canal da Mancha, Oceano Atlântico | [ 7 ] |
| 2 | Jersey         | 116        | Canal da Mancha, Oceano Atlântico | [ 8 ] |
| 3 | Guernsey       | 78         | Canal da Mancha, Oceano Atlântico | [ 9 ] |

## Territórios ultramarinos britânicos

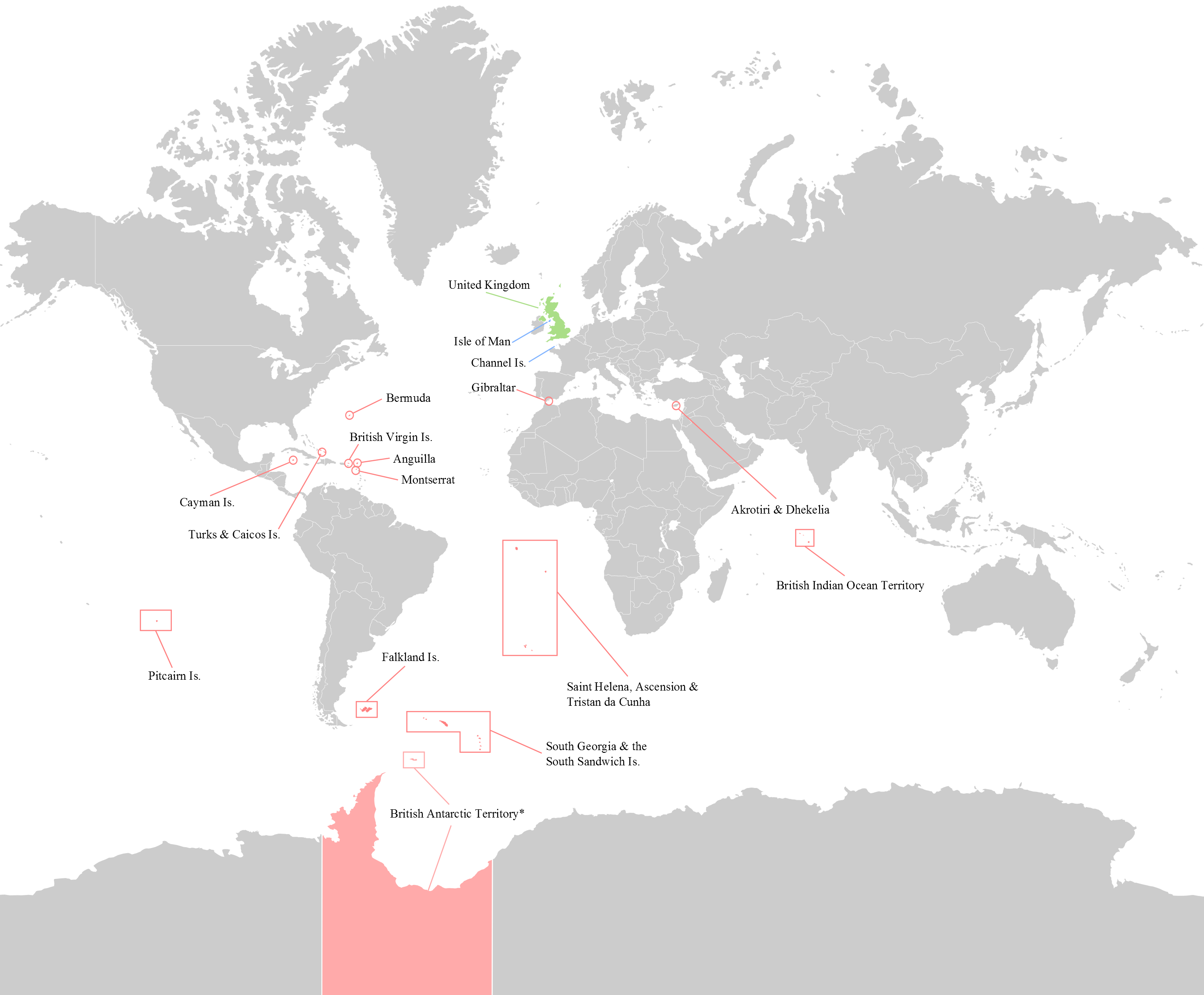
Localização dos territórios ultramarinos britânicos pelo mundo.

| #  | Território                                | Área (km²) | Localização                     | Ref.          |
| -- | ----------------------------------------- | ---------- | ------------------------------- | ------------- |
| 1  | Território Antártico Britânico            | 1 700 000  | Antártida                       | [ 10 ]        |
| 2  | Ilhas Falkland/Malvinas                   | 12 173     | Oceano Atlântico (Sul)          | [ 11 ]        |
| 3  | Ilhas Geórgia do Sul e Sandwich do Sul    | 3 903      | Oceano Atlântico (Sul)          | [ 12 ]        |
| 4  | Turcas e Caicos                           | 948        | Mar do Caribe, Oceano Atlântico | [ 13 ]        |
| 5  | Santa Helena, Ascensão e Tristão da Cunha | 394        | Oceano Atlântico                | [ 14 ]        |
| 6  | Ilhas Cayman                              | 264        | Mar do Caribe, Oceano Atlântico | [ 15 ]        |
| 7  | Acrotíri e Deceleia                       | 254        | Chipre, Mar Mediterrâneo        | [ 16 ] [ 17 ] |
| 8  | Ilhas Virgens Britânicas                  | 151        | Mar do Caribe, Oceano Atlântico | [ 18 ]        |
| 9  | Montserrat                                | 102        | Mar do Caribe, Oceano Atlântico | [ 19 ]        |
| 10 | Anguila                                   | 91         | Mar do Caribe, Oceano Atlântico | [ 20 ]        |
| 11 | Território Britânico do Oceano Índico     | 60         | Oceano Índico                   | [ 21 ]        |
| 12 | Bermudas                                  | 54         | Oceano Atlântico (Norte)        | [ 22 ]        |
| 13 | Pitcairn                                  | 47         | Oceano Pacífico (Sul)           | [ 23 ]        |
| 14 | Gibraltar                                 | 7          | Sul da Espanha                  | [ 24 ]        |